# Nazionale femminile di calcio della Guinea Equatoriale
La nazionale di calcio femminile della Guinea Equatoriale è la rappresentativa calcistica femminile internazionale della Guinea Equatoriale, gestita dalla locale federazione calcistica (FEGUIFUT).
In base alla classifica emessa dalla FIFA il 15 marzo 2024, la nazionale femminile occupa l'82º posto del FIFA/Coca-Cola Women's World Ranking.
Come membro della Confédération Africaine de Football (CAF), partecipa a vari tornei di calcio internazionali, come al Campionato mondiale FIFA, alla Coppa delle nazioni africane femminile, ai Giochi olimpici estivi, ai Giochi panafricani e ai tornei a invito. Oltre alla CAF, come le altre nazionali di calcio che rappresentano la Guinea Equatoriale negli incontri internazionali, è membro della Central African Football Federations' Union (UNIFFAC), che raggruppa le federazioni dell'Africa centrale.
Ha ottenuto i migliori risultati nel periodo dal 2008 al 2012, vincendo per due volte il campionato africano e partecipando all'edizione 2011 del campionato mondiale, dalla quale fu eliminata alla fase a gironi.

## Storia
Nel 2002 la nazionale equatoguineana prese parte per la prima volta alla fase di qualificazione del campionato africano, venendo eliminata al primo turno dall'Angola. Dopo esser stata eliminata al primo turno anche nel 2004, partecipò per la prima volta alla fase finale della competizione nel 2006. Quest'ultima edizione sarebbe dovuta essere ospitata dal Gabon, che, però, rinunciò, così che la CAF assegnò l'organizzazione alla Nigeria; di conseguenza, la Guinea Equatoriale ottenne l'ammissione alla fase finale, visto che avrebbe dovuto affrontare la Nigeria al secondo turno delle qualificazioni. Inserita nel gruppo A, la squadra perse le prime due partite contro Nigeria e Sudafrica, pareggiando la terza contro l'Algeria, venendo così eliminata al termine della fase a gironi.
Il campionato africano 2008 venne organizzato nella Guinea Equatoriale e la nazionale di casa vinse a punteggio pieno il proprio raggruppamento. In semifinale batté la Nigeria vincitrice di tutte le edizioni precedenti, grazie a una rete di Genoveva Añonma. In finale la squadra superò il Sudafrica per 2-1, grazie alla rete decisiva di Añonma, e vinse la massima competizione continentale, diventando la seconda nazionale africana a riuscirci dopo la Nigeria. Anche nel 2010 la Guinea Equatoriale giunse in finale al campionato africano, dopo aver vinto il proprio girone e aver battuto il Sudafrica in semifinale dopo i tempi supplementari. In finale prevalse la Nigeria per 4-2, tornando così dopo due anni ad essere detentrice del trofeo. Entrambe le finaliste ottennero l'accesso alla fase finale del campionato mondiale 2011, che rappresentò la prima partecipazione per le equatoguineane. Sorteggiata nel gruppo D assieme ad Australia, Brasile e Norvegia, la squadra perse tutte e tre le partite, concludendo al quarto e ultimo posto, e venendo così eliminata già al termine della fase a gironi.
Poco prima dell'inizio del campionato mondiale 2011, l'attaccante Jade Boho venne sospesa temporaneamente per due mesi dalla FIFA per problemi legati alle pratiche di cambio di nazionalità sportiva da quella spagnola a quella equatoguineana; di conseguenza, non poté essere convocata per il mondiale e la Guinea Equatoriale venne anche squalificata dal torneo preolimpico per averla schierata prima di aver completato le pratiche. Anche il campionato africano 2012 venne organizzato nella Guinea Equatoriale e le padrone di casa vinsero a punteggio pieno il gruppo A. In semifinale vinse sul Camerun, mentre in finale sconfisse il Sudafrica per 4-0, vincendo il campionato per la seconda volta in tre edizioni.
Dopo questo periodo di successi, iniziò una fase di declino per la nazionale equatoguineana. Perdendo contro la Costa d'Avorio al secondo turno delle qualificazioni, mancò la qualificazione al campionato africano 2014, non potendo così difendere il titolo conquistato nel 2012. Nel 2016, invece, nonostante avesse superato il Mali al secondo turno delle qualificazioni alla Coppa delle nazioni africane, venne squalificata dalla CAF perché aveva schierato una giocatrice, Camila Nobre, non eleggibile; il suo posto nella fase finale venne preso proprio dal Mali. Per la stessa motivazione il Comitato Disciplinare della FIFA escluse la Guinea Equatoriale dalla partecipazione alle qualificazioni al torneo di calcio dei Giochi olimpici 2020. Nel 2017 la FIFA sanzionò la federazione calcistica della Guinea Equatoriale per aver utilizzato nel 2015 nel corso del torneo preolimpico 10 calciatrici, oltre a Camila Nobre, di origine brasiliana e non eleggibili per la nazionale equatoguineana, escludendola dal campionato mondiale 2019, nel caso si fosse qualificata.
Nonostante fosse stata sospesa dalla CAF per le edizioni 2018 e 2020 della Coppa delle nazioni africane, venne comunque ammessa alla fase di qualificazione all'edizione 2018. La nazionale sconfisse il Kenya e guadagnò la qualificazione alla fase finale. Il 18 ottobre 2018, però, venne comunicata l'ammissione del Kenya alla fase finale dopo che la CAF squalificò la Guinea Equatoriale per aver schierato una calciatrice non eleggibile, Annette Jacky Messomo. Il 7 novembre 2018 la Corte d'Appello della CAF annullò la squalifica, ritenendo eleggibile la calciatrice in questione e ammettendo la nazionale equatoguineana alla Coppa delle nazioni africane 2018. La decisione venne poi confermata anche dalla Corte d'Appello della CAF. La squadra venne eliminata dalla competizione al termine della fase a gironi dopo aver perso nettamente contro Zambia, Sudafrica e Nigeria.

## Partecipazione ai tornei internazionali
Legenda: Grassetto: Risultato migliore, Corsivo: Mancate partecipazioni

## Palmarès
- Coppa d'Africa: 2

2008, 2012
- Campionato UNIFFAC: 1

2020

## Tutte le rose

### Mondiali
Coppa del Mondo FIFA 20111 Mirian, 2 Bruna, 3 Dulce, 4 Carol, 5 Cris, 6 Vânia, 7 Diala, 8 Emiliana, 9 Dorine, 10 Añonma, 11 Natalia, 12 Sinforosa, 13 Farota, 14 Jumária, 15 Chinasa, 16 Lucrecia, 17 Adriana, 18 María Rosa, 19 Fatoumata, 20 Christelle, 21 Laetitia, CT: Frigerio